# Велика північна дорога (Замбія)
Велика північна дорога — головний шлях у Замбії, що проходить на північ від Лусаки через Кабве, Капірі Мпоші (дорога продовжується через правий поворот на північ від Капірі Мпоші), Серендже, Мпіка, Ісока та Наконде до кордону з Танзанією. Весь маршрут позначено як дорога T2 на дорожній мережі Замбії. Утворює замбійську ділянку шосе Танзам.
Спочатку Велика Північна дорога продовжувалася як маршрут від Мпіки на північ, через Касаму, до Мбали. Потім, коли маршрут від Мпіки до Наконде та Танзанії (танзамське шосе) було модернізовано в 1960-х роках і забезпечило хороший шлях через Дар-ес-Салам і Арушу, ця ділянка стала відома як Велика північна дорога, а не ділянка Мпіка-Мбала яку можна назвати Старою великою північною дорогою.
Спочатку дорога Лусака–Лівінгстон вважалася частиною Великої північної дороги, а південною кінцевою станцією маршруту був Лівінгстон. Після того, як у 1935 році столиця країни перестала бути Лівінгстоном і стала Лусакою, Лусака вважалася південною кінцевою станцією Великої Північної дороги (маршрут на південь від Лусаки більше не вважався частиною маршруту).

## Історія
Оригінальна Велика Північна дорога Замбії складалася з трьох поточних маршрутів, а саме дороги Т1, дороги Т2 та дороги М1, від Лівінгстона через Чому, Лусаку, Кабве, Серендже, Мпіку та Касаму до Мбали. Але сьогодні Велика північна дорога Замбії складається лише з одного маршруту, який є дорогою T2 від Лусаки через Кабве, Серендже та Мпіку до Наконде.
Оригінальна Велика північна дорога Замбії продовжувалася від Мпіки як маршрут на північ, через Касаму, до Мбали. Тоді, коли маршрут від Мпіки на північний схід до Наконде та Танзанії, визначений як частина T2, був модернізований у 1960-х роках і забезпечив хороший маршрут через Дар-ес-Салам (як частину Танзамського шосе) та Арушу (як частину дороги від мису до Каїру), ця ділянка стала відомою як Велика північна дорога. Отже, відрізок від Мпіки до Мбали (зараз позначений як дорога М1) тепер може називатися Старою великою північною дорогою.
Велика північна дорога Замбії спочатку починалася далі на південь від Лусаки, у Лівінгстоні (який був столицею країни до 1935 року), а потім прямувала звідти на північний схід, повз Чома та Кафуе, щоб досягти Лусаки. Після того, як у 1935 році столицею країни стала Лусака, Лусака вважалася південною кінцевою станцією Великої Північної дороги, а дорога, що з’єднує Лусаку з Лівінгстоном (наразі позначена як дорога Т1), більше не розглядалася як частина маршруту.
Таким чином, нинішня Велика Північна дорога Замбії — це ділянка дороги Т2 від розв’язки Каїрської дороги / Великої східної дороги в Лусаці через Кабве, Серендже та Мпіку до прикордонного поста з Танзанією в Наконде (уся замбійська ділянка Танзамське шосе).

## Маршрут
Велика північна дорога Замбії — це ділянка T2 від кордону з Танзанією в Наконде до Лусаки, тобто замбійська ділянка шосе Танзам.